# The Great Depression
Albums de DMX
...And Then There Was X
(1999) Grand Champ
(2003)
The Great Depression est le quatrième album studio de DMX, sorti le 3 octobre 2001.
Cet album est le quatrième de DMX à être propulsé n° 1 au Billboard 200 et au Top R&B/Hip-Hop Albums le jour de sa sortie. The Great Depression a été certifié disque platine par la Recording Industry Association of America (RIAA) le 14 décembre 2001, mais n’a pas atteint les ventes de ses prédécesseurs. Il s'est vendu à 439 000 exemplaires le jour de sa sortie.
En dépit de ces résultats et des trois millions d'albums vendus dans le monde, The Great Depression a reçu peu d'éloges de la part des critiques. En fait, l'album a été crédité par les critiques comme le plus médiocre de DMX. Les thèmes de l'album sont le racisme, la violence dans les rues et la drogue. Dans l'album, les noms de pistolets ne sont pas censurés contrairement à la législation. Par exemple, dans le titre I'ma Bang, la phrase « Get the glock » aurait dû être censurée en « Get the g***k », cependant c'est la phrase originale qui est utilisée.

## Liste des titres
| No  | Titre                                        | Contient un (des) sample(s) de                                         | Durée |
| --- | -------------------------------------------- | ---------------------------------------------------------------------- | ----- |
| 1.  | Sometimes                                    |                                                                        | 1:06  |
| 2.  | School Street                                |                                                                        | 3:01  |
| 3.  | Who We Be                                    |                                                                        | 4:47  |
| 4.  | Trina Moe                                    |                                                                        | 4:02  |
| 5.  | We Right Here                                |                                                                        | 4:27  |
| 6.  | Bloodline Anthem (featuring Dia)             |                                                                        | 4:25  |
| 7.  | Shorty Was Da Bomb                           |                                                                        | 5:12  |
| 8.  | Damien III                                   |                                                                        | 3:21  |
| 9.  | When I'm Nothing (featuring Stephanie Mills) | What Cha Gonna Do With My Lovin' de Stephanie Mills                    | 4:33  |
| 10. | I Miss You (featuring Faith Evans)           | Amazing Grace (folklore traditionnel) This Masquerade de George Benson | 4:40  |
| 11. | Number 11                                    |                                                                        | 4:25  |
| 12. | Pull Up (Skit)                               | I'll Be Around des Spinners                                            | 0:20  |
| 13. | I'ma Bang                                    |                                                                        | 5:03  |
| 14. | Pull Out (skit)                              |                                                                        | 0:24  |
| 15. | You Could Be Blind (featuring Mashonda)      |                                                                        | 4:34  |
| 16. | The Prayer IV                                |                                                                        | 1:42  |
| 17. | A Minute for Your Son                        |                                                                        | 16:55 |